# Pseudosciara cariba
Pseudosciara cariba är en tvåvingeart som beskrevs av Lane 1959. Pseudosciara cariba ingår i släktet Pseudosciara och familjen sorgmyggor. Inga underarter finns listade i Catalogue of Life.